# Thomas Basin
Thomas Basin, o Bazin (Caudebec-en-Caux, 1412 – Utrecht, 3 dicembre 1491), è stato un vescovo cattolico e cronista francese, a capo della diocesi di Lisieux dal 1447 al 1474.

## Biografia
Lasciò un'autobiografia in latino intitolata Breviloquium, scritta a Utrecht nel 1488. Il titolo per esteso è Breviloquium peregrinationis et mansionum XLII quas in deserto hujus sæculi nequam habuit Thomas, perché divide la sua vita in quarantadue tappe in analogia alle peregrinazioni compiute dagli ebrei nel deserto.
Dopo un'infanzia trascorsa in parte a Rouen, Rennes e Nantes a causa della guerra dei cent'anni, dodicenne si iscrisse all'Università di Parigi, dove grazie a una dispensa, a soli diciassette anni, divenne magister artium. Studiò poi diritto romano all'Università di Lovanio, completò il corso a Pavia, per laurearsi infine in diritto canonico a Lovanio. Soggiornò poi per un periodo alla corte di papa Eugenio IV.
Nuovamente in Normandia (allora occupata dagli inglesi), Basin decise presto di tornare in Italia attraverso i Paesi Bassi e la Germania, ma la nave fu attaccata dai corsari e dovette rifugiarsi a Londra, dove soffrì di una grave malattia. Giunto in Italia, partecipò alle sessioni del Concilio di Firenze (1438/39), poi si aggregò al nunzio apostolico inviato in Ungheria, con cui rimase otto mesi. Nuovamente a Roma, fu nominato canonico a Rouen da papa Eugenio IV.
Fu quindi invitato a insegnare diritto canonico all'Università di Caen (fondata dagli inglesi nel 1432); ricoprì questa cattedra dal 1441 al 1447, prima di essere eletto vescovo di Lisieux. Al momento della riconquista della Normandia da parte di Carlo VII (1449/50), dovette gestire il passaggio della sua diocesi dall'amministrazione inglese a quella francese. Primo vescovo normanno a schierarsi con Carlo VII, pronunciò il discorso di benvenuto al re in occasione del suo ingresso solenne a Rouen. Fu quindi nominato consigliere reale. Nel 1453 scrisse una memoria a favore della riabilitazione di Giovanna d'Arco (Opinio et consilium super processu et condannatione Johanne, detta Puelle), e partecipò al processo di riabilitazione nel 1455/56. In qualità di consigliere del re, fu anche autore di una proposta di riforma della giustizia, Libellus de optimo ordine forenses lites audiendi et deferendi.
Nel 1465 aderì alla Lega del bene pubblico e quando questa fu sconfitta si rifugiò a Lovanio in territorio borgognone. Dopo che Luigi XI ebbe promulgato un'amnistia, Basin si recò alla corte (che si riuniva ora a Tours, ora a Bourges) per ottenere l'autorizzazione a riprendere il governo della diocesi, ma il re lo fece attendere sei mesi senza riceverlo. Infine fu nominato presidente della corte sovrana della contea del Rossiglione (che Luigi XI aveva occupato nel 1461). Rimase a Perpignano quattordici mesi, dopo aver affidato ai suoi fratelli l'amministrazione della diocesi di Lisieux. Gli fu offerto il vescovado di Elne, ma rifiutò.
Jean Bouchard, vescovo di Avranches e confessore di Luigi XI, ottenne per Basin nel 1467 il permesso di ritornare a Lisieux; si preparò quindi a tornare, ma apprese poco dopo che il re aveva cambiato idea e che un messaggero si stava dirigendo a Perpignano per ordinargli di rimanere lì. Cercando di sfuggirgli, lasciò la città e raggiunse il Delfinato, poi Ginevra, allora residenza del duca di Savoia Amedeo IX. Il messaggero reale alla fine lo raggiunse, ma temendo le vere intenzioni di Luigi XI, Basin decise di restare al sicuro e di non fare ritorno in Francia. Fu allora sequestrata l'autorità temporale della diocesi di Lisieux, e i fratelli del vescovo furono gettati in prigione, dove rimasero per un anno.
Basin risiedette poi successivamente a Basilea, Lovanio e Treviri, sottoposto a pressioni affinché si dimettesse. Alla fine, nel 1474, cedette: si recò a Roma presso papa Sisto IV, rinunciò al titolo di vescovo di Lisieux, e ricevette in compenso quello titolare di arcivescovo di Cesarea di Palestina, in partibus infidelium.
Poi, durante i diciassette anni che gli restavano da vivere, risiedette successivamente a Treviri, Lovanio, Liegi, Utrecht, Breda; poi di nuovo a Utrecht, dove si stabilì presso il vescovo Davide di Borgogna e morì all'età di settantanove anni. Fu sepolto nella chiesa cittadina di San Giovanni.

## Opere
Di lui si conservano, oltre alle opere già citate, anche un testo di giustificazione intitolato Apologia (1475), e un testo polemico Contra errores et blasphemias Pauli de Middleburga diretto contro l'astrologo fiammingo (poi vescovo) Paulus de Middelburgo (testo riprodotto, come il Breviloquium, nell'edizione Quicherat). Ma la sua opera principale, intitolata Historiæ de rebus a Carolo VII. et Ludovico XI. Francorum regibus gestis, composta tra il 1471 e il 1484, è un trattato di storia generale che si estende dal 1407 al 1483; non firmata dal suo autore, è stata a lungo attribuita a un certo «Amelgard, sacerdote della diocesi di Liegi», di cui non si sa nulla e che forse non è mai esistito; è sotto questo nome che parte di essa compare nel volume IV dell'Amplissima collectio di Edmond Martène e Ursin Durand (Parigi, 1729, pp.7 41-786). L'opera venne correttamente attribuita solo nel XIX secolo da Jules Quicherat, che ne diede un'edizione nel 1855/59 sotto gli auspici della Société de l'histoire de France (4 volumi). Questa prima edizione era basata sul manoscritto BnF ms. lat. 5962, che in seguito si rivelò molto difettoso e incompleto, quando Wilhelm Meyer scoprì nel 1892 un altro manoscritto molto migliore nella biblioteca universitaria di Gottinga. L'edizione di Charles Samaran (dal 1933 al 1972, 5 volumi) è quindi molto meglio supportata.